# Kevin Roldán
Ronny Kevin Roldán Velasco (Cali, 8 de marzo de 1993) conocido artísticamente como Kevin Roldán, es un cantante, compositor y productor musical colombiano.

## Biografía
Ronny Kevin Roldán Velasco nació en la ciudad de Cali, Valle del Cauca, pero pasó la mayoría de su infancia en Pradera (Valle del Cauca);   desde muy joven mostró interés por el hip hop y el reguetón, publicando su primera canción a los 13 años. Alcanzó la fama con su éxito “Salgamos”, junto a Maluma y Andy Rivera, y ha trabajado con artistas como Nicky Jam, Arcángel y Bryant Myers. Es considerado uno de los pioneros del género urbano en Colombia y ha firmado con sellos como Kapital Music y Universal Music Latin.

## Conexión con el deporte
Kevin Roldán también ha dejado huella en el mundo del deporte:
- En 2015, fue invitado a cantar en el cumpleaños de Cristiano Ronaldo en Madrid, lo que lo catapultó aún más a la fama internacional. Este evento fue comentado mundialmente y lo convirtió en tendencia global.[5]
- En 2024, fue el segundo artista más escuchado por Robert Lewandowski en Spotify, demostrando su influencia incluso entre las grandes estrellas del fútbol.[6]

## Productor y fundador de King Records
Kevin es el creador de su sello discográfico, King Records, desde donde ha producido sus propios temas y ha apoyado a nuevos talentos del género urbano. Desarrollando carreras de artistas emergentes Colombianos como (Ryan Castro, Sebastián Ledher) Su independencia lo ha convertido en un ejemplo de artista-empresario.

## Compromiso social-Fundación Kristopher
Más allá de la música, Kevin Roldan es un artista comprometido con la transformación social. A través de la Fundación Kristopher, creada en honor a su hijo, lidera causas que han impactado profundamente comunidades vulnerables en distintas regiones de América Latina, incluyendo:
- Niños con cáncer, apoyándolos con tratamientos, recreación y bienestar emocional.[8]
- Adultos mayores en abandono, brindándoles compañía, recursos y dignidad.[9]
- Animales en situación de calle, promoviendo la adopción responsable, campañas de esterilización y rescate.[10]

Con recursos propios y una visión humanitaria, ha llevado esperanza a quienes más lo necesitan, demostrando que el éxito verdadero también se mide en servicio.

## Controversia
En el marco de su gira por Chile entre abril y mayo de 2018, Kevin Roldan se presentó la noche del lunes 30 de abril en el Coliseo Municipal de La Serena, dos adolescentes lo contactaron via Instagram. La joven identificada con las iniciales F.D, relató que le dijo que fuera al hotel donde se encontraba, le pidió a una amiga que la acompañara. Cuando ya estaban en el hotel, le pidió al mánager que las hiciera subir. La afectada detalló que una vez en la pieza del artista, les pidió que se dieran una vuelta para él y su representante, Su mánager empezó a preguntarles si querían tener sexo con Roldán y dijeron que no, y que habían acudido al lugar por lo acordado y que era una foto y una entrada, pero estos les respondieron que no lo tendrían si no tenían sexo con el artista. Las menores, quienes difundieron fotografías de los sujetos involucrados en la habitación, indicaron que luego de la negativa, no las dejaban irse.

## Billboard
Tiene dos canciones en Billboard. Billboard.
| Canción  | Artista Colaborador               | Año  |
| -------- | --------------------------------- | ---- |
| Salgamos | Maluma, Andy Rivera, Kevin Roldan | 2014 |
| PPP      | Kevin Roldán                      | 2018 |

## Premios y nominaciones

### Premios Nuestra Tierra
| Año  | Trabajo nominado           | Categoría                    | Resultado |
| ---- | -------------------------- | ---------------------------- | --------- |
| 2012 | Kevin Roldán               | Artista favorito del público | Nominado  |
| 2012 | Club de fanes Kevin Roldán | Mejor club de fanes          | Nominado  |

## Discografía

### Álbumes de estudio
- 2017: The Beginning
- 2019: KrING
- 2021: Boff
- 2025: The New King

### Extended plays
- 2016: Rich Kid
- 2018: Kapital Music: Kevin Roldán Edition
- 2018: Volvió KR
- 2022: Hits Music, Vol. 1 (junto a Ruso Beats)
- 2023: KR & Bryant Ma (junto a Bryant Myers)